# WNBA All-Star Game
Das Women’s National Basketball Association All-Star Game ist ein Basketball-Freundschaftsspiel der besten und beliebtesten Spielerinnen der nordamerikanischen Profiliga Women’s National Basketball Association (WNBA). Es findet statt, nachdem die Hälfte der regulären Saisonspiele absolviert ist.
Wie das NBA All-Star Game wurde der Wettkampfmodus 2018 umgestellt. Statt Vertreterinnen der beiden Conferences treten seitdem zwei von den beiden Spielerinnen mit den meisten Stimmen gewählten Mannschaften gegeneinander an. Stimmberechtigt sind die Fans (40 %), die Spielerinnen und Cheftrainer der WNBA, sowie Vertreter der Medien (je 20 %). Auch 2021 wurde gewählt. Trotz der pandemiebedingt im Jahr 2021 verspätet ausgetragenen Olympische Sommerspiele 2020, fand 2021 ein All-Star Game, auf das 2020 noch verzichtet worden war, statt. Es spielte die Damen-Basketballnationalmannschaft der Vereinigten Staaten unter Dawn Staley gegen ein Team von WNBA-All-Stars.
Zuvor waren die ersten fünf Spielerinnen pro Team, die das Spiel eröffnen, von den Fans gewählt worden. Die restlichen Spielerinnen pro Team wurden von den Trainern der beiden Conferences ausgewählt.
Vor dem eigentlichen All-Star-Game finden noch gewisse Bewerbe statt, in der verschiedene Fähigkeiten der anwesenden Spielerinnen demonstriert werden.

## Liste der Spiele
| Jahr | Sieger | Resultat | Verlierer | All-Star Game MVP | Gastgeber | Arena |
| ---- | --- | --- | --- | --- | --- | --- |
| 1999 | West | 79:61 | East | Lisa Leslie | New York Liberty | Madison Square Garden |
| 2000 | West | 73:61 | East | Tina Thompson | Phoenix Mercury | America West Arena |
| 2001 | West | 80:72 | East | Lisa Leslie (2) | Orlando Miracle | TD Waterhouse Centre |
| 2002 | West | 81:76 | East | Lisa Leslie (3) | Washington Mystics | MCI Center |
| 2003 | West | 84:75 | East | Nikki Teasley | New York Liberty | Madison Square Garden |
| 2004 | Kein Spiel wegen der Olympischen Sommerspiele in Athen Es fand jedoch ein Spiel zwischen der Basketballnationalmannschaft der Vereinigten Staaten und den WNBA All-Stars statt. | Kein Spiel wegen der Olympischen Sommerspiele in Athen Es fand jedoch ein Spiel zwischen der Basketballnationalmannschaft der Vereinigten Staaten und den WNBA All-Stars statt. | Kein Spiel wegen der Olympischen Sommerspiele in Athen Es fand jedoch ein Spiel zwischen der Basketballnationalmannschaft der Vereinigten Staaten und den WNBA All-Stars statt. | Kein Spiel wegen der Olympischen Sommerspiele in Athen Es fand jedoch ein Spiel zwischen der Basketballnationalmannschaft der Vereinigten Staaten und den WNBA All-Stars statt. | Kein Spiel wegen der Olympischen Sommerspiele in Athen Es fand jedoch ein Spiel zwischen der Basketballnationalmannschaft der Vereinigten Staaten und den WNBA All-Stars statt. | Kein Spiel wegen der Olympischen Sommerspiele in Athen Es fand jedoch ein Spiel zwischen der Basketballnationalmannschaft der Vereinigten Staaten und den WNBA All-Stars statt. |
| 2005 | West | 122:99 | East | Sheryl Swoopes | Connecticut Sun | Mohegan Sun Arena |
| 2006 | East | 98:82 | West | Katie Douglas | New York Liberty | Madison Square Garden |
| 2007 | East | 103:99 | West | Cheryl Ford | Washington Mystics | Verizon Center |
| 2008 | Kein Spiel wegen der Olympischen Sommerspiele in Peking | Kein Spiel wegen der Olympischen Sommerspiele in Peking | Kein Spiel wegen der Olympischen Sommerspiele in Peking | Kein Spiel wegen der Olympischen Sommerspiele in Peking | Kein Spiel wegen der Olympischen Sommerspiele in Peking | Kein Spiel wegen der Olympischen Sommerspiele in Peking |
| 2009 | West | 130:118 | East | Swin Cash | Connecticut Sun | Mohegan Sun Arena |
| 2010 | Kein Spiel wegen der Weltmeisterschaft in Tschechien Es fand jedoch ein Spiel zwischen der Basketballnationalmannschaft der Vereinigten Staaten und den WNBA All-Stars statt.   | Kein Spiel wegen der Weltmeisterschaft in Tschechien Es fand jedoch ein Spiel zwischen der Basketballnationalmannschaft der Vereinigten Staaten und den WNBA All-Stars statt.   | Kein Spiel wegen der Weltmeisterschaft in Tschechien Es fand jedoch ein Spiel zwischen der Basketballnationalmannschaft der Vereinigten Staaten und den WNBA All-Stars statt.   | Kein Spiel wegen der Weltmeisterschaft in Tschechien Es fand jedoch ein Spiel zwischen der Basketballnationalmannschaft der Vereinigten Staaten und den WNBA All-Stars statt.   | Kein Spiel wegen der Weltmeisterschaft in Tschechien Es fand jedoch ein Spiel zwischen der Basketballnationalmannschaft der Vereinigten Staaten und den WNBA All-Stars statt.   | Kein Spiel wegen der Weltmeisterschaft in Tschechien Es fand jedoch ein Spiel zwischen der Basketballnationalmannschaft der Vereinigten Staaten und den WNBA All-Stars statt.   |
| 2011 | East | 118:113 | West | Swin Cash (2) | San Antonio Silver Stars | AT&T Center |
| 2012 | Kein Spiel wegen der Olympischen Sommerspiele in London | Kein Spiel wegen der Olympischen Sommerspiele in London | Kein Spiel wegen der Olympischen Sommerspiele in London | Kein Spiel wegen der Olympischen Sommerspiele in London | Kein Spiel wegen der Olympischen Sommerspiele in London | Kein Spiel wegen der Olympischen Sommerspiele in London |
| 2013 | West | 102:98 | East | Candace Parker | Connecticut Sun | Mohegan Sun Arena |
| 2014 | East | 125:124 (OT) | West | Shoni Schimmel | Phoenix Mercury | US Airways Center |
| 2015 | West | 117:112 | East | Maya Moore | Connecticut Sun | Mohegan Sun Arena |
| 2016 | Kein Spiel wegen der Olympischen Sommerspiele in Rio. | Kein Spiel wegen der Olympischen Sommerspiele in Rio. | Kein Spiel wegen der Olympischen Sommerspiele in Rio. | Kein Spiel wegen der Olympischen Sommerspiele in Rio. | Kein Spiel wegen der Olympischen Sommerspiele in Rio. | Kein Spiel wegen der Olympischen Sommerspiele in Rio. |
| 2017 | West | 130:121 | East | Maya Moore (2) | Seattle Storm | KeyArena |
| 2018 | Team Parker | 119:112 | Team Delle Donne | Maya Moore (3) | Minnesota Lynx | Target Center |
| 2019 | Team Wilson | 129:126 | Team Delle Donne | Erica Wheeler | Las Vegas Aces | Mandalay Bay Events Center |
| 2021 | Team WNBA | 93:85 | Team USA | Arike Ogunbowale | Las Vegas Aces | Michelob Ultra Arena |
| 2022 | Team Wilson | 134:112 | Team Stewart | Kelsey Plum | Las Vegas Aces | Wintrust Arena |
| 2023 | Team Stewart | 143:127 | Team Wilson | Jewell Loyd | Seattle Storm | Michelob Ultra Arena |
| 2024 | Team WNBA | 117:109 | Team USA | Arike Ogunbowale (2) | Phoenix Mercury | Footprint Center |
| 2025 | Team Collier | 151:131 | Team Clark | Napheesa Collier | Indiana Fever | Gainbridge Fieldhouse |